# Rocky Graziano
Thomas Rocco Barbella (Brooklyn, Nueva York, 1 de enero de 1919 - Nueva York, 22 de mayo de 1990) fue un boxeador estadounidense que llegó a ser campeón del mundo de los pesos medios del 16 de julio de 1947 al 10 de junio de 1948.

## Biografía
Graziano hizo su debut el 31 de marzo de 1942 en un combate que ganó a Curtis Hightower por nocaut en el segundo asalto. Después de muchos combates en los que peleó ante los mejores pesos medios del mundo, tuvo su oportunidad por el título del mundo, ante Tony Zale, ante el que perdió por nocaut en seis asaltos, siendo el combate la "Pelea del año 1946".
Pero después de otros dos combates que ganó, volvió a pelear ante Zale, al que ganó en esta ocasión por el mismo resultado, lo que le proclamó el nuevo Campeón del Mundo, además de ser "Pelea del año 1947". Sin embargo, su primera defensa la realizó ante el propio Zale que volvió a ganar a Graziano por nocaut, esta vez en el tercer asalto.
Después de este combate, Graziano no fue derrotado en 21 combates consecutivos hasta que se enfrentó con Sugar Ray Robinson que era el campeón del Mundo de los pesos medios. El combate levantó gran expectación pero sin embargo únicamente duró tres asaltos y Robinson ganó el combate y retuvo el título. El siguiente y último combate de Graziano fue ante Chuck Davey y perdió por decisión unánime en diez asaltos.
Graziano fue interpretado por Paul Newman en la película Marcado por el odio.